# Sortosville
Sortosville é uma comuna francesa na região administrativa da Normandia, no departamento Mancha. Estende-se por uma área de 2,46 km². Em 2010 a comuna tinha 83 habitantes (densidade: 33,7 hab./km²).